# Banque centrale du Brunei Darussalam
La Banque centrale du Brunei Darussalam (en malaisien : Bank Pusat Brunei Darussalam) est la banque centrale du Brunei Darussalam.

## Histoire
Le Conseil monétaire de Brunei (BCB) a été créé le 12 juin 1967. Le dollar de Brunei a été introduit comme nouvelle monnaie du Brunei, remplaçant le dollar malaisien et le dollar de Bornéo britannique après la fin de l'accord d'union monétaire entre la Malaisie, Singapour et Brunei. Les trois pays ont alors émis leurs propres monnaies, qui sont restées interchangeables jusqu'au 8 mai 1973, date à laquelle la Malaisie a mis fin à l'accord avec Singapour et Brunei. L'accord d'interchangeabilité monétaire entre Singapour et Brunei est toujours en vigueur. Le 27 juin 2007, Singapour et Brunei ont célébré le 40e anniversaire de l'accord d'interchangeabilité monétaire (entré le 12 juin 1967) par l'émission conjointe de billets commémoratifs de 20 dollars.
Le BCB a été dissous et rebaptisé Conseil monétaire et monétaire de Brunei (BCMB), conformément à l'article 3-1 de l'Ordonnance monétaire de 2004, le 1er février 2004. Le ministre des Finances préside le conseil d'administration et est responsable de la gestion de la BCMB. Outre la direction de la BCMB, le directeur général assure la fonction de secrétaire du conseil. À l'occasion du 58e anniversaire du sultan de Brunei, la BCMB a émis de nouveaux billets en polymère de 50 et 100 dollars du Brunei, dotés de mesures de sécurité renforcées.
L'ordonnance de 2010 sur la Banque centrale du Brunei Darussalam a institué l'Autorité monétaire du Brunei Darussalam (Autoriti Monetari Brunei Darussalam), entrée en vigueur le 1er janvier 2011. Outre l'élaboration et la mise en œuvre des politiques monétaires, l'AMBD supervise les institutions financières et gère la monnaie en sa qualité de banque centrale. Le prince héritier Al-Muhtadee Billah préside l'AMBD. Lors de la 3e table ronde bilatérale AMBD-MAS, le 22 janvier 2020, l'AMBD et la MAS ont signé un protocole d'accord actualisé sur la collaboration bilatérale, s'engageant à développer de nouveaux domaines de collaboration.
À la suite de l'approbation du Sultan Hassanal Bolkiah, la Radio Télévision Brunei a annoncé le changement de nom en Brunei Darussalam Central Bank (BDCB) et la nomination de son conseil d'administration le 26 juin 2021. Le lendemain, de nouvelles lois relatives à la banque centrale sont entrées en vigueur. La banque centrale exercerait les mêmes fonctions que son prédécesseur, dont les responsabilités comprenaient la supervision des institutions financières ainsi que l'élaboration et la mise en œuvre des politiques monétaires.
Le 6 décembre 2022, les directeurs généraux de la Banque du Tailande et de la BDCB ont signé un protocole d'accord sur la coopération entre les deux banques centrales. Afin de renforcer leur collaboration dans les domaines de la supervision bancaire et des assurances, les directeurs généraux de la MAS et de la BDCB ont signé un protocole d'accord le 3 février 2023. Grâce au partage d'informations et aux inspections transfrontalières sur place, le protocole d'accord permettra une supervision efficace des banques et des assureurs opérant dans les deux juridictions. Après avoir signé les deuxièmes pages supplémentaires du protocole d'accord sur la coopération en matière de connectivité régionale des paiements (MOU RPC) le 29 février 2024, la BDCB et la Banque de Lao ont officiellement rejoint la connectivité régionale des paiements (RPC).

## Gouverneurs
| Rang | Nom                    | Mandat               |
| ---- | ---------------------- | -------------------- |
| 1er  | Hassanal Bolkiah       | (2004–2011)          |
| 2e   | Al-Muhtadee Billah     | (2011–2021)          |
| 3e   | Ahmaddin Abdul Rahman  | (2021–2022)          |
| 4e   | Khairuddin Abdul Hamid | (17 juillet 2022 - ) |